# Giovanni Pasquale
Giovanni Pasquale (Venaria Reale, 5 januari 1982) is een Italiaans voetballer die bij voorkeur als linksback speelt. Hij stroomde door vanuit de jeugdopleiding van Internazionale en speelde sindsdien voor onder meer AC Parma, AS Livorno, Udinese en Torino.